# Diaspis santali
Diaspis santali är en insektsart som beskrevs av William Miles Maskell 1884. Diaspis santali ingår i släktet Diaspis och familjen pansarsköldlöss. Inga underarter finns listade i Catalogue of Life.